# Wereldkampioenschappen openwaterzwemmen 2009 - 25 kilometer mannen
De 25 kilometer mannen op de wereldkampioenschappen openwaterzwemmen 2009 vond plaats op 25 juli 2009 in Lido di Ostia, Italië. Regerend wereldkampioen was de Nederlander Maarten van der Weijden.

## Uitslag
| Rang   | Naam                      | Nationaliteit    | Tijd        |
| ------ | ------------------------- | ---------------- | ----------- |
| Goud   | Valerio Cleri             | Italië           | 5:26.31,6   |
| Zilver | Trent Grimsey             | Australië        | 5:26.50,7   |
| Brons  | Vladimir Dyatchin         | Rusland          | 5:29.29,3   |
| 4      | Brian Ryckeman            | België           | 5:30.18,4   |
| 5      | Loic Branda               | Frankrijk        | 5:30.20,9   |
| 6      | Bertrand Venturi          | Frankrijk        | 5:30.22,9   |
| 7      | Brendan Capell            | Australië        | 5:30.27,5   |
| 8      | Rostislav Ritek           | Tsjechië         | 5:32.38,8   |
| 9      | Simon Tobin-Daignault     | Canada           | 5:34.48,2   |
| 10     | Libor Smolka              | Tsjechië         | 5:35.06,4   |
| 11     | Sean Ryan                 | Verenigde Staten | 5:36.22,2   |
| 12     | Andrea Volpini            | Italië           | 5:36.37,9   |
| 13     | Manuel Chiu               | Mexico           | 5:39.12,1   |
| 14     | Rodrigo Elorza            | Mexico           | 5:43.26,4   |
| 15     | Danill Serebrennikov      | Rusland          | 5:46.21,7   |
| 16     | Arseniy Lavrentyev        | Portugal         | 5:48.43,0   |
| 17     | Saleh Mohammed            | Syrië            | 5:49.30,6   |
| 18     | Adel El-Behary            | Egypte           | 5:54.00,3   |
|        | Evgenij Pop Avec          | Macedonië        | buiten tijd |
|        | Mohammed Jassim Alghareeb | Zuid-Afrika      | DNF         |
|        | Alex Meyer                | Verenigde Staten | DSQ         |
|        | Mazen Metwaly             | Egypte           | DNS         |
|        | Diego Nogueira Montero    | Spanje           | DNS         |